# Де ла Торре, Лисандро
Лисандро де ла Торре (исп. Lisandro de la Torre; 6 декабря 1868, Росарио, Аргентина — 5 января 1939, Буэнос-Айрес) — аргентинский политический, государственный и общественный деятель, публицист, юрист, сенатор Аргентины (1932—1937), доктор права. Сыграл важную роль в принятии избирательного права для женщин в Аргентине.

## Биография
Сын землевладельца баского происхождения.
До 1890 года изучал право в Университете Буэнос-Айреса. В 1898 году основал газету La República.
Член Гражданского радикального союза (1891—1908), с 1908 по 1914 год —
Южной лиги, в 1908—1914 годах состоял в Прогрессивно-демократической партии Аргентины.
В 1911 году был избран депутатом парламента от провинции Санта-Фе. Инициатор идеи «муниципальной автономии», которая в 1994 году получила конституционный статус.
На президентских выборах 1916 года баллотировался на пост президента Аргентины. В 1932 году был избран сенатором Аргентины.
В 1933 году сыграл ключевую роль во введении в стране избирательного права для женщин. Завоевал широкую популярность своими выступлениями, клеймящими коррупцию в правительстве.
В 1939 году де ла Торре, подавленный своим финансовым положением, покончил жизнь самоубийством, выстрелив из револьвера в сердце. Урна с его прахом находится на кладбище в Росарио.

## Память
- Его имя носит ряд улиц и проспектов по всей Аргентине.
- Именем Л. де ла Торре назван район на севере города Росарио.
- Установлен памятник на улице Авенида Роке Саэнс Пенья в Буэнос-Айресе и бюст на родине.
- Почётный гражданин Росарио.